# 和平路街道 (南充市)
和平路街道，是中华人民共和国四川省南充市顺庆区下辖的一个乡镇级行政单位。

## 行政区划
和平路街道下辖以下地区：
铁欣路社区、舞凤山社区、花园坝社区、北湖路社区和驻春路社区。